# Distretto di Chancay (Lima)
Il distretto di Chancay è un distretto del Perù appartenente alla provincia di Huaral, nella regione di Lima. È ubicato a nord della capitale peruviana.
Si estende per 150,11 km², a 43 metri sul livello del mare.

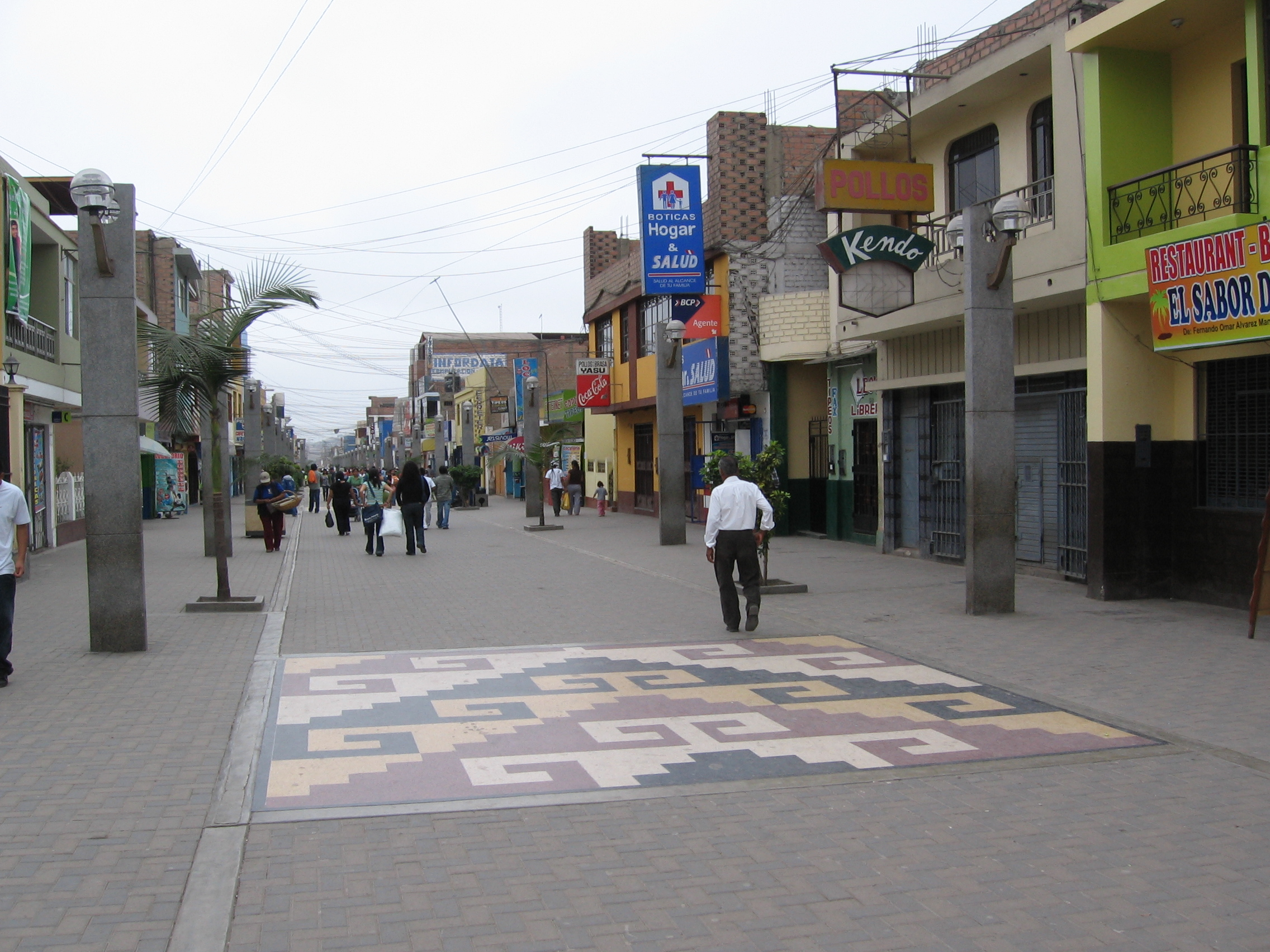
Strada pedonale di Chancay

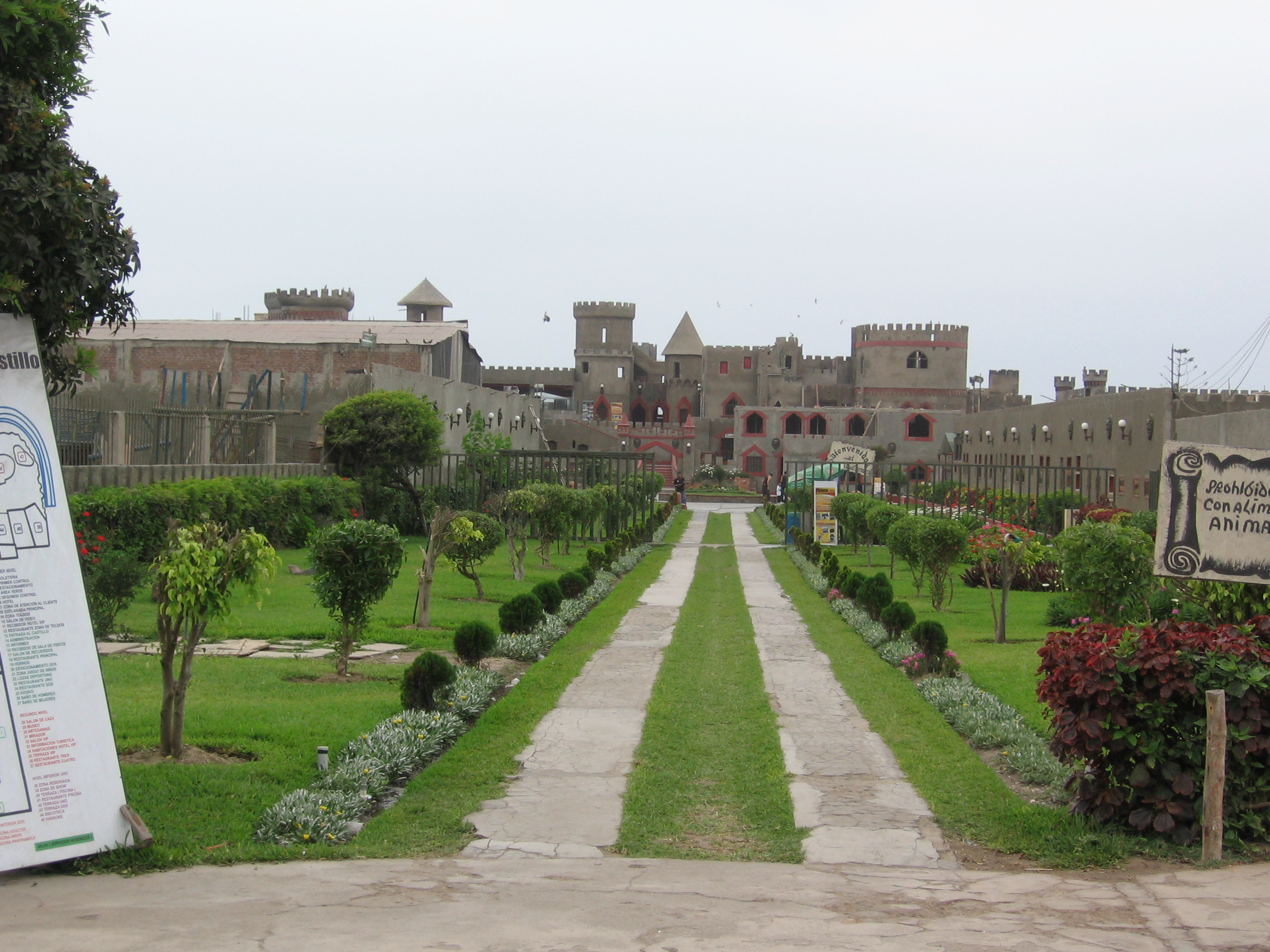
Il castello di Chancay

Il capoluogo è Chancay.